# إريك جاكسون
إريك جاكسون (بالإنجليزية: Eric Jackson)‏ هو سياسي أمريكي، ولد في 1959 في ترنتون في الولايات المتحدة. حزبياً، نشط في الحزب الديمقراطي. وقد انتخب Mayor of Trenton, New Jersey ‏ (1 يوليو 2014 – ).

## وصلات خارجية
- الموقع الرسمي